# 亀屋左京
亀屋 佐京（かめや さきょう、天明2年（1782年） - 嘉永3年（1850年）は、江戸時代後期の近江商人。艾（もぐさ）を商い、コマーシャルソングを用い伊吹艾を一世風靡させた。

## 略歴

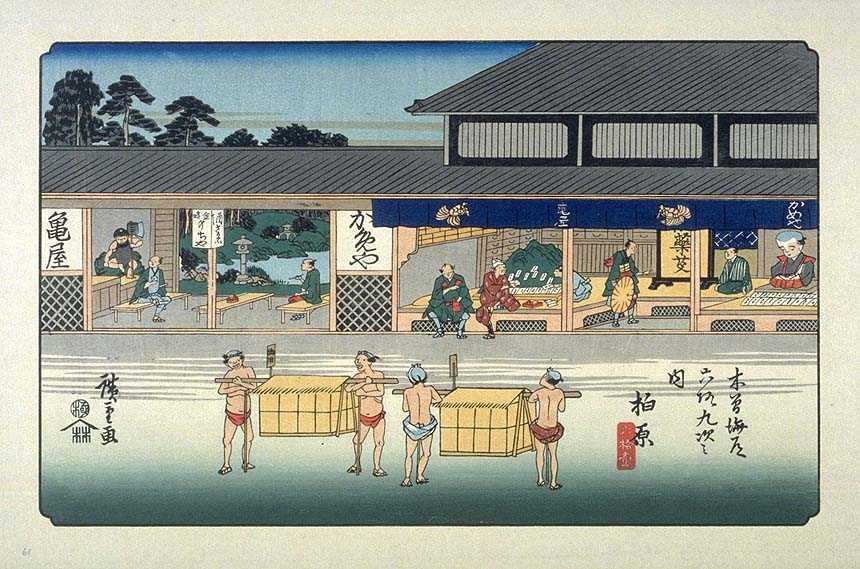
歌川広重『木曽海道六十九次之内 柏原』

天明2年（1782年）近江坂田郡中山道60番目の宿場である柏原宿の艾屋の次男に生まれた。なお、誕生年については、寛政元年（1789年）とも言われる。本姓は松浦、通称七兵衛、諱は氏幸と称し亀屋左京6代目の当主、肥前松浦氏の裔とされる。
七兵衛が20歳の頃、行商で江戸に下ると儲けた金で吉原に行き、遊女に「江州柏原、伊吹山の麓の亀屋左京の切り艾」と言う歌を教え込み、毎夜宴席で歌わせていたところ、歌の流行につれ伊吹艾の名も全国に広まった。七兵衛は大金を手にし、郷里で田畑を買って嫁を迎えたが、人の妬みを買い乱暴を受けてしまった。すると、七兵衛は早速この一件を浄瑠璃に仕立て、「伊吹艾」の演目名で大阪・京で興行を行った。これが大当たりとなって伊吹艾の名はますます有名になり、亀屋左京は盛況を極めた。七兵衛は儲けた資金で邸宅裏に庭園を造り、宿場を往来する人達に公開し休憩所として利用してもらうと共に艾販売を行った。歌川広重の絵にも亀屋左京の店と、店に隣接する庭園・休憩所の様子が描かれている。